# Anoectangium sphaericum
Anoectangium sphaericum là một loài rêu trong họ Pottiaceae. Loài này được (C.F. Ludw.) Spreng. mô tả khoa học đầu tiên năm 1827.